# Гревенталь
Гревенталь (нем. Gräfenthal) — город в Германии, в земле Тюрингия. 
Входит в состав района Заальфельд-Рудольштадт.  Население составляет 2471 человек (на 31 декабря 2010 года). Занимает площадь 36,45 км². Официальный код  —  16 0 73 028.
Город подразделяется на 8 городских районов.

## Известные уроженцы
- Августа Людвиг (1834-1901) — немецкая художница-портретистка.
- Инес Паульке[нем.] (1958-2010) — немецкая поп-певица.